# Novéna
Novéna (z latinského novem – devět) je modlitba pronášená devět po sobě následujících dní, obvykle za konkrétním účelem a často podle modlitební knížky nebo s růžencem.
Devítidenní trvání je odvozeno z novozákonní události, kdy se po vzkříšení (resp. nanebevstoupení) Ježíše Krista apoštolové podle tradice společně modlili (Skutky apoštolů, kap. 1,14) devět dní a následně na ně o letnicích sestoupil Duch svatý – svatodušní novéna.
Novéna je rozšířená hlavně v římskokatolické církvi, ale provozují ji i členové církví jiných (anglikáni, luteráni, …).
Někdy je (v mimokřesťanském prostředí) devět dní odpočítáváno zvláštní svíčkou zapálenou na jejich počátku – je to tzv. novénská svíce.